# Райрі (Айдахо)
Райрі (англ. Ririe) — місто в округах Джефферсон (більша частина) і Бонневілл, штат Айдахо, США. Є частиною агломерації Айдахо-Фоллс. Згідно з переписом 2010 року населення становило 656 осіб, що на 111 осіб більше, ніж 2000 року.

## Географія
Райрі розташоване за координатами 43°37′56″ пн. ш. 111°46′19″ зх. д. / 43.63222° пн. ш. 111.77194° зх. д. (43.632276, -111.772023).  За даними Бюро перепису населення США в 2010 році місто мало площу 1,28 км², з яких 1,26 км² — суходіл та 0,02 км² — водойми.

## Демографія

### Перепис 2010 року
Згідно з переписом 2010 року, у місті проживало 656 осіб у 239 домогосподарствах у складі 166 родин. Густота населення становила 516,9 особи/км². Було 267 помешкань, середня густота яких становила 210,4/км². Расовий склад міста: 86,3 % білих, 1,1 % індіанців, 6,4 % інших рас, а також 6,3 % людей, які зараховують себе до двох або більше рас. Іспанці та латиноамериканці незалежно від раси становили 13,7 % населення.
Із 239 домогосподарств 43,5 % мали дітей віком до 18 років, які жили з батьками; 50,6 % були подружжями, які жили разом; 12,1 % мали господиню без чоловіка; 6,7 % мали господаря без дружини і 30,5 % не були родинами. 25,9 % домогосподарств складалися з однієї особи, в тому числі 11,3 % віком 65 і більше років. У середньому на домогосподарство припадало 2,74 мешканця, а середній розмір родини становив 3,34 особи.
Середній вік жителів міста становив 30,5 року. Із них 33,4 % були віком до 18 років; 9,4 % — від 18 до 24; 23,8 % від 25 до 44; 22,4 % від 45 до 64 і 11 % — 65 років або старші. Статевий склад населення: 48,6 % — чоловіки і 51,4 % — жінки.
Середній дохід на одне домашнє господарство  становив 46 363 долари США (медіана — 40 536), а середній дохід на одну сім'ю — 51 229 доларів (медіана — 45 536). Медіана доходів становила 21 250 доларів для чоловіків та 21 042 долари для жінок. За межею бідності перебувало 20,5 % осіб, у тому числі 36,4 % дітей у віці до 18 років та 8,7 % осіб у віці 65 років та старших.
Цивільне працевлаштоване населення становило 357 осіб. Основні галузі зайнятості: мистецтво, розваги та відпочинок — 19,9 %, науковці, спеціалісти, менеджери — 17,6 %, роздрібна торгівля — 16,2 %.